# 타다몬 수르 SC
타다문 수르(아랍어: نادي التضامن الرياضي صور)는 티레를 연고로 하는 레바논의 축구단이다. 현재 레바논 프리미어리그에 참가하고 있다.

## 우승
- 레바논 FA컵: 2001
- 레바논 챌린지컵: 2013, 2018
- 레바논 2부 리그: 2015–16

## 선수 명단

### 현역
참고: FIFA 자격 규정에 따라 소속된 국가대표팀 국기를 표시합니다. 선수는 복수의 FIFA 비회원국 국적을 가지고 있을 수 있습니다.
| 번호 | 포지션 | 국적 | 이름             |
| ---- | ------ | ---- | ---------------- |
| 23   | FW     | 가나 | 아미사 안포 아산 |

| 번호 | 포지션 | 국적 | 이름 |
| ---- | ------ | ---- | ---- |

### 역대
틀:타다몬 수르 SC 선수 명단